# Laurent D'Olivier
Laurent D'Olivier, né le 20 novembre 1982 à Villeneuve-Saint-Georges, est un coureur cycliste français.

## Biographie
Laurent D'Olivier grandit à Draveil puis à Vigneux-sur-Seine, dans l'Essonne. À l'âge de 11 ans, il s'installe avec sa famille à Grenoble où il commence le cyclisme dans le club de Paul Zaza. À l'occasion des Six jours de Grenoble 1994, il rejoint l'École de Cyclisme du C2S. C'est en 2000 que Laurent D'Olivier côtoie les meilleurs coureurs nationaux en remportant notamment La Route de Dali devant Lloyd Mondory. Il remporte de nombreuses victoires sur piste et devient champion de France d'américaine juniors. Il est également admis en équipe de France juniors sur route et fait partie de la pré-sélection pour les championnats du monde. En 2001, il rejoint le Vélo Club Vaulx-en-Velin et obtient ses premières sélections en Coupe du Monde dans l'équipe de France de poursuite. En 2002, Laurent D'Olivier devient champion d'Europe d'américaine espoirs et rentre dans l'effectif de l'équipe professionnelle Jean Delatour en tant que stagiaire. Il arrête sa carrière de haut niveau en 2003 pour se consacrer à ses études. En avril 2005, il décide de remonter sur le vélo de piste pour le plaisir et remporte le championnat de France d'américaine élite. L'année suivante, il est vice-champion de France dans la même discipline.

## Palmarès sur piste

### Championnats d'Europe
- Amsterdam 2002
  -  Champion d'Europe de l'américaine espoirs (avec Saïd Haddou)

### Championnats de France
- 2000
  - 3e de la poursuite par équipes juniors
- 2005
  -  Champion de France de l'américaine (avec Jérôme Neuville)
- 2006
  - 2e de l'américaine

## Palmarès sur route
- 2003
  - 3e du Tour de Gironde